# Too Young to Know
Too Young to Know is een Amerikaanse dramafilm uit 1945 onder regie van Frederick de Cordova. Het scenario werd geschreven door Jo Pagano, gebaseerd op een verhaal van Harlan Ware. De hoofdrollen worden vertolkt door Joan Leslie, Robert Hutton, Dolores Moran, Harry Davenport, Rosemary DeCamp en Barbara Brown. De film werd in de Verenigde Staten op 1 december 1945 uitgebracht door Warner Bros..

## Verhaal
Een pasgetrouwd stel wordt drie jaar van elkaar gescheiden wanneer de man naar de oorlog in de Stille Oceaan wordt gestuurd. Daar ontdekt hij dat zijn vrouw hem heeft verlaten en hun zoon, van wie hij niet wist dat hij bestond, heeft weggegeven. Hij krijgt snel verlof en vliegt naar huis, waar een welwillende rechter helpt om het gezin weer te herenigen.

## Rolverdeling
- Joan Leslie als Sally Sawyer
- Robert Hutton als Ira Enright
- Dolores Moran als Patsy O’Brien
- Harry Davenport als rechter Boller
- Rosemary DeCamp als mevrouw Enright
- Barbara Brown als mevrouw Wellman
- Robert Lowell als Johnny Cole
- Arthur Shields als meneer Enright
- Craig Stevens als majoor Bruce
- Don McGuire als luitenant Yates
- Richard Erdman als Tommy
- Robert Arthur als Jimmy
- John Miles als luitenant Beal
- Larry Thompson als transportpiloot
- Dorothy Malone als Mary
- Betty Brodel als feestgast